# Charles Borremans
Charles Borremans (Brussel, 5 april 1769 – aldaar, 17 juli 1827) was een violist en orkestleider van de Muntschouwburg van 1804 tot 1825 in het Verenigd Koninkrijk der Nederlanden. Componist Karel-Lodewijk Hanssens volgde hem in die laatste functie op.
Hij was verwant aan de familie Artot. Jeanne Catherine, zus van Joseph Borremans en Charles, trouwde met Maurice Artot, de vader van de destijds vermaarde violist Joseph Artot.
Een onvolledig bewaard kwartet voor pianoforte of klavecimbel met begeleiding voor twee violen en bas in F (Quatuor pour le fortepiano ou clavecin avec accompagnement de deux violons et basse en F) wordt, met als inventarisnummer 476, bewaard in het archief van de adellijke Arenbergfamilie in Edingen.
- Gemeinsame Normdatei: 132180170
- International Standard Name Identifier: 0000 0000 2275 4648
- MusicBrainz: f25d5f4d-d908-4fbf-b5d6-6cba57e7dfda
- Virtual International Authority File: 30691479
- WorldCat: E39PBJwxHg7X6wCfbHxjRGBByd